# Сінтосю
Сінтосю (яп. 神道集, Shintōshū) — японська середньовічна історична книга в десяти томах. Книга написана приблизно в період Нанбокутьо (1336—1392). Вона містить синтоїстські та буддистські легенди. Книга є переосмислення буддійської концепції хондзі суїдзяку та мала великий вплив на японську літературу та мистецтво.

## Історія
Уважається, що книга була написана у пізній період Нанбокутьо, або Бунна, або Енбун. Вона має підпис «створена Аґуї» (яп. 安居 院作, Аґуї саку), але точно хто її написав ніхто не знає. Книга поділена на 10 томів та 50 глав. Кожен епізод розповідає про різні японські святині, переосмислені в руслі буддійської концепції хондзі суїдзяку, згідно якої камі були просто місцевими проявами індійських богів буддизму. Ця теорія підтримана ченцями Святилища Ісе та школи Тедай та ніколи не була систематизована, але розповсюдилась по світу та мала значний вплив на японську літературу та мистецтво. У казках згадані святині, що розташовані на захід від Тоне в провінції Кодзуке (такі як Акагі Даймьодзін, Ікахо Даймьодзін і Комохіяма Даймьодзін), такі як святиня Кумано та інші святині регіону Канто, пояснюючи причини реінкарнації в ками і розповідаючи байки про їх попереднє життя.
Загальний постулат казок зводиться до того, що, перш ніж перевтілюватися в ками, який охороняє певну область, душа повинна спочатку народитися і страждати в даній області як людина. Страждання головним чином викликані відносинами з родичами, особливо з дружиною або чоловіком.